# Siegmund Lubin

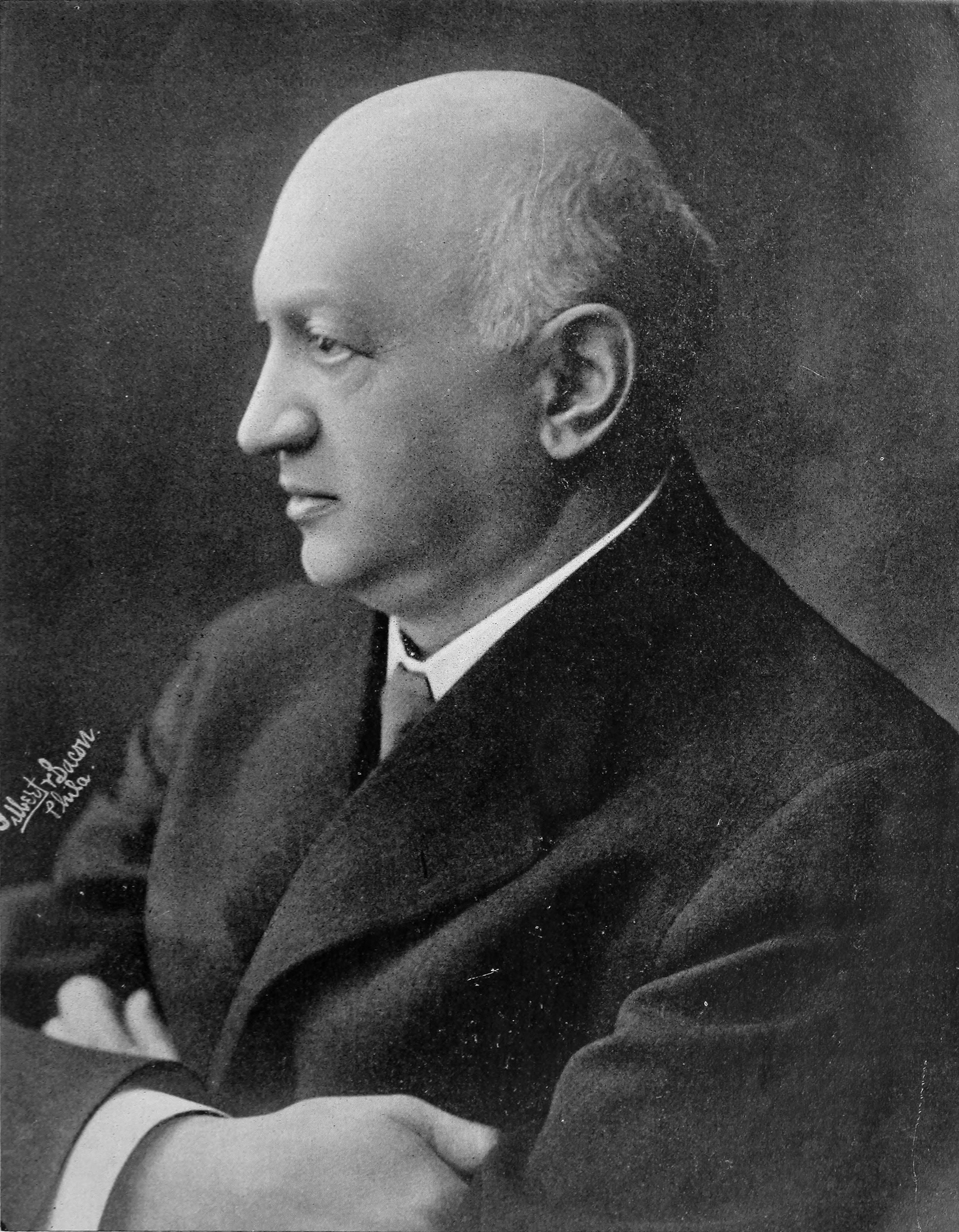
Siegmund Lubin (etwa 1913)

Siegmund Lubin (* 20. April 1851 in Breslau oder Posen; † 11. September 1923 in Ventnor City) war ein früher deutsch-amerikanischer Kinopionier.

## Leben
Siegmund Lubin wurde 1851 als Siegmund Lubszynski in Breslau oder Posen in eine deutsch-jüdische Familie geboren. Er studierte an der Universität Heidelberg, wo er einen Abschluss in Augenheilkunde erwarb. Im Jahre 1876 wanderte er in die USA aus, ließ sich 1883 in Philadelphia nieder und arbeitete dort ab spätestens 1885 als Optiker. Daneben betrieb er ein Penny Arcade und produzierte Projektionsbilder für die Laterna magica. Im Jahr 1896 begann er damit, Filme für die Firma von Thomas Edison zu vertreiben, von dem er 1898 wegen Verletzung dessen Patente verklagt wurde.
Von dem Erfinder C. Francis Jenkins erwarb er 1896 seine erste Filmkamera und drehte eigene Filme. Er vertrieb eigene Filmprojektoren, Kameras, Filme, Leinwände, Phonographen, Eintrittskarten und Vorführzelte für Vaudeville-Manager und Filmvorführer. 1902 investierte er die Einnahmen aus seinem Vorführgeschäft in das erste permanente Nickelodeon in Philadelphia. In den Folgejahren gründete er eine Kette von Kinos und expandierte damit in sechs US-Bundesstaaten. Um den Betrieb aufrechtzuerhalten und den Bedarf des Publikums nach immer neuen Filmen befriedigen zu können, ließ Lubin ständig Filme seiner Konkurrenten kopieren. Diese Geschäftspraktik wurde von einem zehnjährigen Dauerstreit mit Thomas Edison um Copyright und Patentrechte begleitet, der erst 1908 mit der Zwangseingliederung Lubins in die Motion Picture Patents Company (MPPC) beendet wurde.
Aus dem Verkaufserlös seiner Kinokette entstand im Zuge der Umorganisation seiner Filmaktivitäten im Jahre 1909 die Lubin Manufacturing Company, die ab 1910 im Norden Philadelphias eigene Studios („Lubin Studios“) betrieb – die seinerzeit größten der Welt. Zu seinen Spezialitäten gehörten Aktualitätenfilme, Komödien und Verfolgungsjagden. Der künstlerischen und erzählerischen Entwicklung des Films am Anfang der 1910er Jahre stand Lubin gleichgültig gegenüber; sein Focus war auf die finanzielle Verwertbarkeit gerichtet. Seine Marktanalysen standen häufig im Widerspruch zur MPPC. Er setzte sich für damals unabhängige, jüdische Filmproduzenten wie Mark Dintenfass, Harry Warner, Samuel Goldwyn, Jesse Lasky und Cecil B. DeMille ein und galt als Prototyp des jüdischen Filmmoguls.
Im Juni 1914 wurden Lubins Filmstudios, das Filmarchiv und die Aufnahmen zu zahlreichen Aktualitätenfilmen durch einen Großbrand zerstört. Verschärft wurden die sich hieraus ergebenden wirtschaftlichen Probleme der Firma noch weiter, da die Firma im selben Jahr durch den Ausbruch des Ersten Weltkriegs den Zugang zu vielen wichtigen Auslandsmärkten verlor. Der Niedergang des Lubinschen Unternehmens war auch in der Mittelmäßigkeit seiner Filmproduktionen zu dieser Zeit begründet. Im Jahr 1917 musste die Lubin Manufacturing Company schließlich Konkurs anmelden. Ohne Erfolg versuchte Siegmund Lubin in den Folgejahren wieder ins Filmgeschäft einzusteigen und arbeitete daneben wieder als Optiker in Philadelphia. Er starb 1923 in seinem Haus in New Jersey.
Obgleich Lubin heute weitgehend vergessen ist (auch weil sich nur wenige frühe Stummfilme erhalten haben), ist er einer der wichtigsten US-amerikanischen Filmunternehmer aus der Frühzeit des Mediums. Für seine Verdienste um die Filmindustrie erhielt er einen Stern auf dem Hollywood Walk of Fame (Adresse: 6166 Hollywood Boulevard).